# Biblioteca Nacional de Francia
La Biblioteca nacional de Francia (en francés: Bibliothèque nationale de France, abr. BnF) es la biblioteca más importante de Francia y una de las más antiguas del mundo. Está situada principalmente en París. Sus actividades se reparten entre diferentes ubicaciones, siendo la principal la sede François Mitterrand en el XIII distrito de París, en la orilla sur del río Sena. Dispone de millones de volúmenes, y almacena otros recursos a través de otros departamentos como su biblioteca digital, Gallica.
Un decreto del año 1537, que sigue aún en vigor, exige que la BnF guarde un ejemplar de todas las obras publicadas en el país. Actualmente, alberga en total más de 13 000 000 (trece millones) de libros y 350 000 volúmenes encuadernados de manuscritos, además de colecciones de mapas, monedas, documentos, estampas y registros sonoros. Cuenta con catorce departamentos y numerosas colecciones principalmente conservadas en sus cuatro sedes parisinas, incluyendo el Departamento de monedas, medallas y antigüedades, heredero del Cabinet des Médailles. El conjunto de las colecciones representa alrededor de 4 000 000 000 (cuatro mil millones) de documentos impresos y especializados.

## Reseña histórica
Sus fondos resultaron de la unión de diversas colecciones. La Biblioteca del Rey (Bibliothèque du Roi), fundada en 1368 por el rey Carlos V (1364-1380) con unos 1200 manuscritos en el palacio real de Louvre. Después de su reinado, los manuscritos junto a otras obras de arte se dispersaron a otros lugares pero Luis XI (1423-1483) volvió a crear otra biblioteca real. En 1544, Francisco I de Francia trasladó la biblioteca que contaba con 917 manuscritos, y la biblioteca de los duques de Orléans en su residencia real de Fontainebleau. Desde el 28 de diciembre de 1537, mediante la Ordonnance de Montpellier, el castillo de Blois donde se encontraba ahora la biblioteca, empezó a recibir una copia de cada publicación que se ponía a la venta en el país. Esta obligación, llamada depósito legal, es una etapa fundamental por su importancia y vigencia a lo largo de su existencia. La biblioteca se trasladó a la capital, París, entre 1567 y 1593 por Carlos IX (1550-1574).
El primer catálogo de sus existencias se compiló y publicó en 1622. Bajo el nombre de Biblioteca Real (Bibliothèque Royale), en 1666 fueron instaladas por Luis XIV (1643-1715) en la calle Vivienne. Se abrió al público por primera vez en 1692.
En 1721, la biblioteca se trasladó al Palacio Mazarin en la calle de Richelieu y se sometió a sucesivas expansiones a partir de entonces. En plena revolución francesa, pasó a llamarse Biblioteca nacional (Bibliothèque nationale) en 1795, y se benefició con las confiscaciones revolucionarias de las colecciones de libros que poseía la iglesia católica en Francia y más tarde con las adquisiciones de Napoleón. Se estimó unos 300 000 volúmenes antes de la revolución y, en 1818, se habían duplicado.
Nombrada biblioteca nacional primero, y posteriormente imperial en el curso de los cambios de regímenes que conoce Francia a partir de la revolución, se instala en los edificios construidos por Henri Labrouste en 1868.
Durante el siglo XIX, el administrador y bibliotecario Léopold Victor Delisle organizó la extensa y valiosa colección de manuscritos de la biblioteca. En 1926, la Bibliothèque Nationale entró a formar parte de un grupo de otras bibliotecas parisinas que, a finales del siglo XX, incluía la Biblioteca del Arsenal y las bibliotecas de la Ópera de París y del Conservatorio Nacional de Música. Con la continua expansión de las colecciones, el antiguo complejo de edificios en la rue de Richelieu ya no podía acomodar más libros.
Una nueva biblioteca diseñada se completó a lo largo del río Sena en 1995 y se abrió al año siguiente. Estas nuevas estructuras albergan todos los libros, publicaciones periódicas y revistas de la BnF, con un total de más de doce millones de libros impresos.

### Complejo Richelieu

#### Sala Labrouste

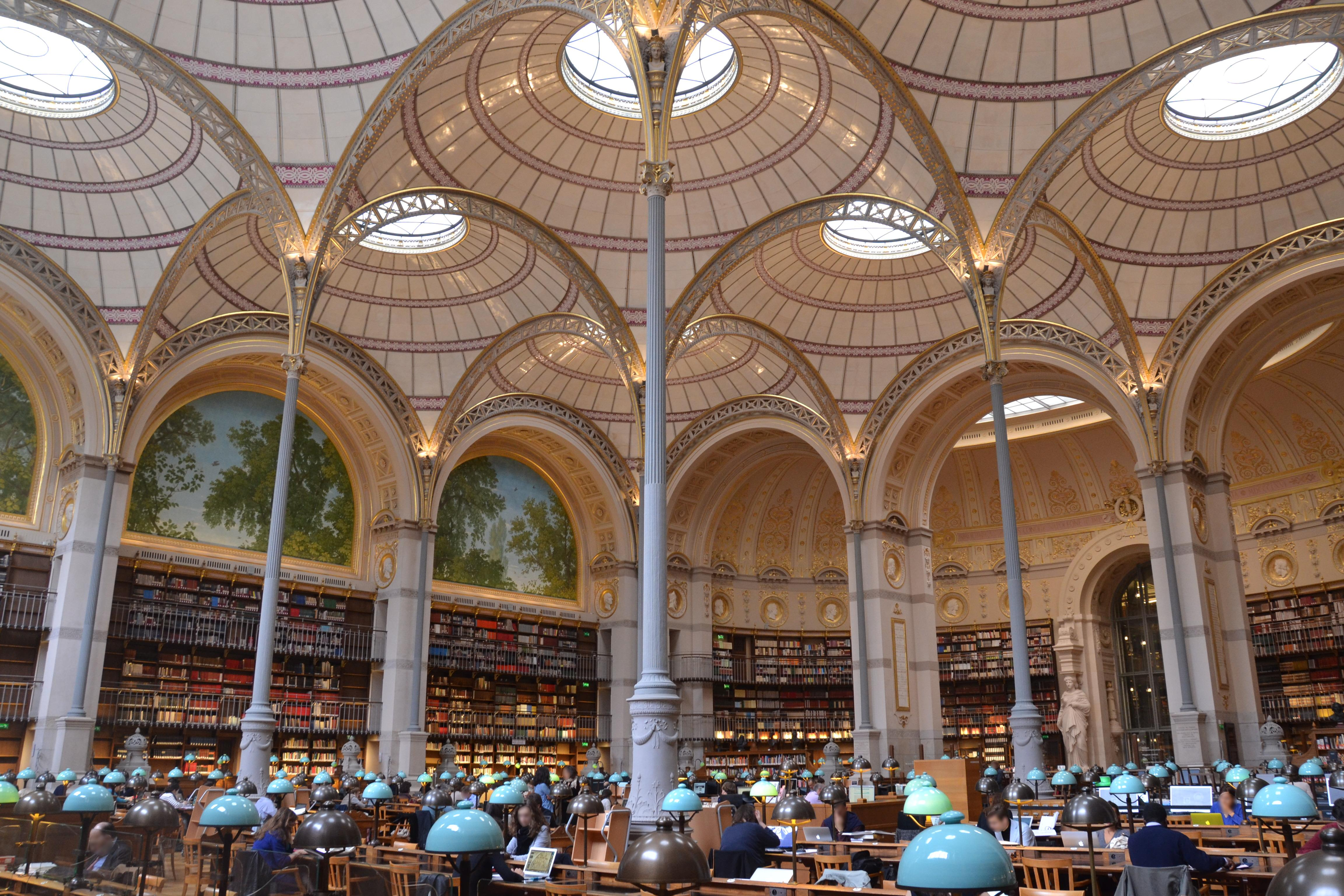
Sala de lectura «Labrouste», sede Richelieu. Inaugurada en junio de 1868.

En el siglo XIX, Henri Labrouste recibió dos directrices muy claras a la hora de diseñar la sala de lectura que llevaría su nombre. En primer lugar, los lectores debían consultar los documentos escogidos en el interior del recinto, mismos que les eran traídos por los trabajadores del almacén, siempre bajo la atenta vigilancia de los conservadores. En segundo lugar, solo se podría utilizar luz natural en el espacio. Teniendo eso siempre en cuenta, el arquitecto dotó a la sala de nueve cúpulas de las que dependía la difusión de la luz de manera uniforme, apoyadas sobre arcos de hierro que, a su vez, descansaban sobre 16 columnas de 30 centímetros de diámetro y 10 metros de altura. «La ligereza hecha edificio».
Fue la obra maestra de Labrouste, empezada en 1868 y terminada diez años más tarde, ya muerto su autor. Esta sala de lectura está formada por unas finas columnas de fundición de nueve metros de altura que soportan una vidriera. Las cúpulas, en forma de cáscara de huevo, contribuyen a dar sensación de ligereza al conjunto. Junto a esta sala se hizo un espectacular depósito, concebido para 900 000 libros. Todo el edificio es de estructura metálica y la cubierta de cristal. Esta biblioteca ha sido calificada como una de las obras más bellas del siglo XIX.
La construcción de la sede Richelieu comenzó en el siglo XVII, por lo que existía un desfase entre las instalaciones y las necesidades que se espera satisfaga un establecimiento así en la actualidad. Su antigüedad, la obsolescencia en aspectos técnicos y de seguridad, el déficit en las condiciones para atender al público, trabajar y conservar las colecciones motivaron su remodelación.

#### Sala Oval

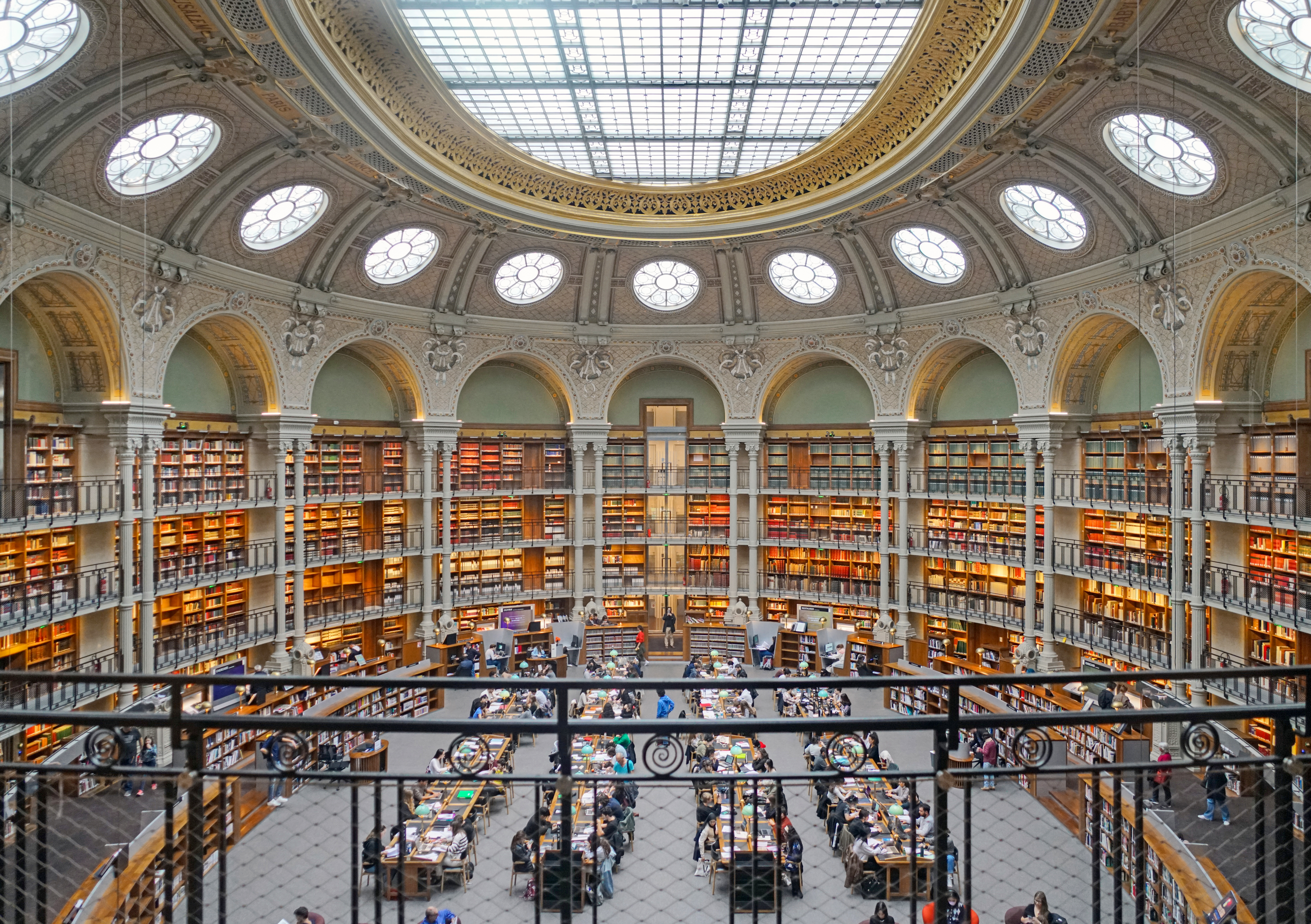
Sala Oval, en el complejo de la calle Richelieu.

A pesar de las importantes obras realizadas por Labrouste, la biblioteca aún no lograba satisfacer sus necesidades de espacio, principalmente debido al crecimiento continuo de las colecciones. La Sala Oval fue la última incorporación al sitio. La construcción comenzó en 1897, se completó en 1932 y fue inaugurada en diciembre de 1936 por el presidente de la República. Es un enorme espacio ovalado, que mide aproximadamente 44 metros por 33 metros y tiene una altura de 18 metros. El techo es un dosel central de vidrio rodeado por un entrelazado de hojas de acanto doradas. La parte superior del óvalo está perforada con óculos acristalados rodeados de mosaicos. Sobre los dieciséis óculos están inscritos los nombres de sendas ciudades: Nínive, Babilonia, Jerusalén, Tebas, Atenas, Alejandría, Roma, Cartago, Bizancio, Pekín, Florencia, París, Berlín, Viena, Londres y Washington.

### Complejo François Mitterrand

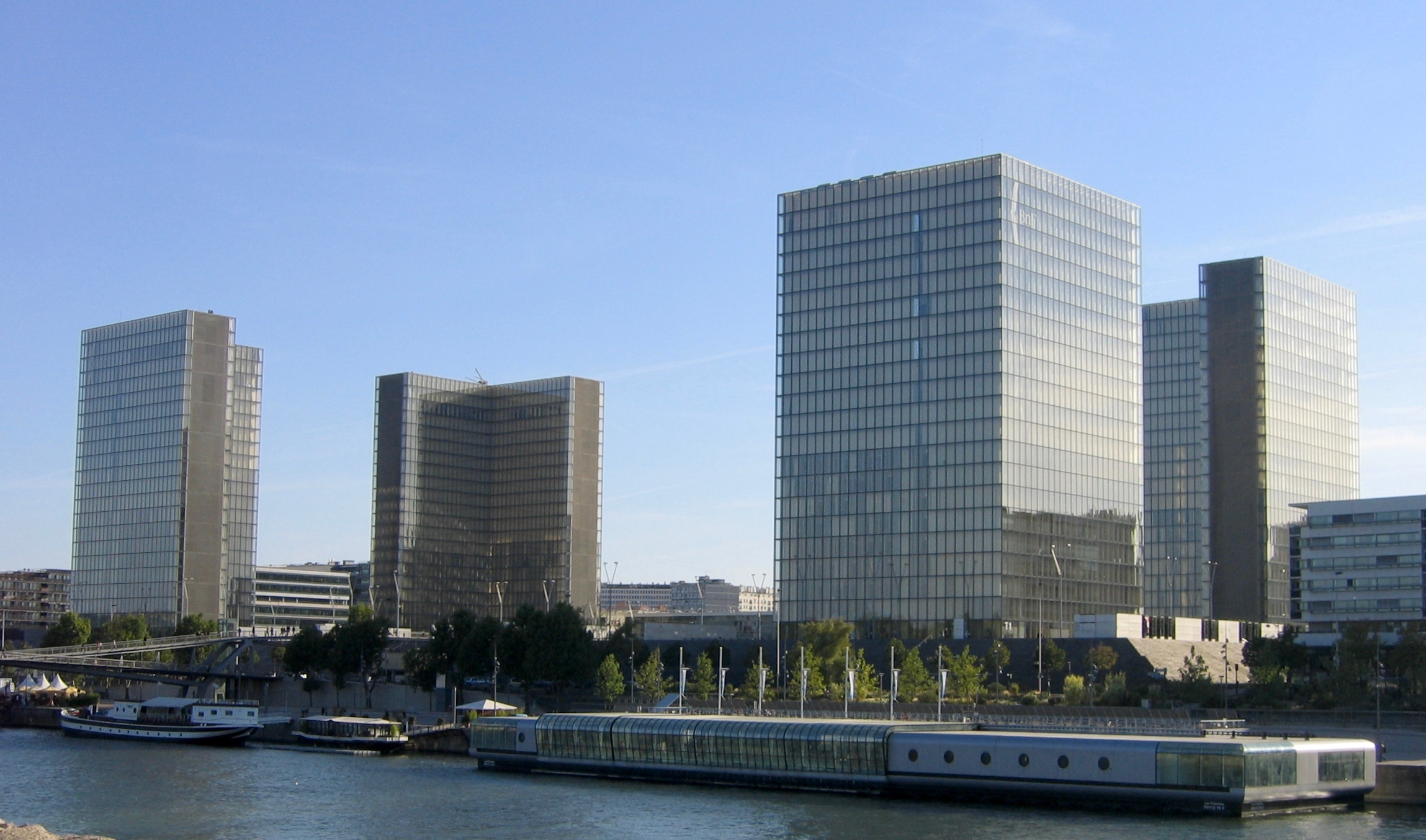
Vista de los cuatro rascacielos de la BnF desde el río Sena en París (sede central François Mitterrand)

La evolución de la Biblioteca Nacional de Francia está marcada por varias mudanzas de colecciones, de las cuales, la última fue la más importante. Acompañada por reformas y una ampliación de las superficies utilizadas, con nuevas construcciones, anexiones de edificios preexistentes, y por otra parte almacenamientos en profundidad (en la calle Richelieu) o en altura (en Tolbiac). En varios siglos, la biblioteca encontró varias evoluciones técnicas, que las tuvo en cuenta, a veces con retraso. Estas evoluciones se reflejaron en la entrada de documentos más variados. Diferentes técnicas también han sido puestas en ejecución en la constitución de catálogos cada vez más complejos (catálogos manuscritos e impresos, ficheros y, desde 1987, catálogos informatizados).
El 14 de julio de 1988, François Mitterrand, aconsejado particularmente por Jacques Attali, anuncia en la tradicional entrevista televisada en la radio televisión francesa por el día nacional, «el diseño y la construcción de la mayor y más moderna biblioteca del mundo».

Esta gran biblioteca deberá cubrir todos los campos del conocimiento, ser accesible para todo el mundo, utilizar las tecnologías más modernas de transmisión de datos, poder recibir consultas a distancia y colaborar con otras bibliotecas europeas.
El Presidente de la República de Francia, François Mitterrand. El 14 de julio de 1988.

La ubicación escogida está en el nuevo barrio de Tolbiac, en el XIII distrito de París, en una de las orillas del río Sena, entonces un terreno abandonado y propuesto para ayudar a la renovación urbana de la ciudad. El proyecto arquitectónico de Dominique Perrault es atrevido. Simbolizando unos libros abiertos, son cuatro rascacielos de vidrio y acero de 80 metros de altura, 22 pisos, en forma de «L». Cada torre lleva un nombre: de los tiempos, de las leyes, de los números y torre de las letras. Los edificios están agrupados alrededor de un cuadrado abierto en el centro, que es un jardín de 12 000 m² (metros cuadrados) cerrado al público. Bajo este nivel hay además dos niveles, de los que el más bajo es una calle interior destinada a la circulación de vehículos (en particular los propios vehículos internos de la BNF y los que vienen para entregar nuevo material al depósito legal). El conjunto de las superficies construidas representa 2 900 000 m² y ocupa una superficie de 7,5 hectáreas en una explanada de 60 000 m².
La nueva biblioteca nacional francesa abrió al público el 20 de diciembre de 1996 y, después de la mudanza de la sede mayor de las colecciones de la calle Richelieu, acoge también en una sala especial a los investigadores desde octubre de 1998.

## Estatuto y misión
La BNF es un establecimiento público bajo tutela del Ministerio de Cultura. Como biblioteca nacional, tiene por misión constituir colecciones, particularmente en el marco del depósito legal, velar por su conservación y darlas a conocer al público. Produce un catálogo de referencia, coopera con otros establecimientos al nivel nacional e internacional y participa en programas de búsqueda.
La zona superior de la sede de Tolbiac es accesible a toda persona de dieciséis o más años de edad, a condición de pagar una cuota de entrada, o sea para un acceso puntual, o sea en forma de abono anual. La Planta baja con jardín, así como las salas de lectura de otras ubicaciones son utilizables sólo después de acreditación mediante justificación de la búsqueda, y mediante pago (carta de quince días o carta anual). Ciertas personas pueden ser exoneradas y pagar una tarifa reducida, particularmente los estudiantes.

### Depósito legal
La BNF, además de asegurarse una copia de todo libro puesto a la venta en el país, también recoge otros tipos de producciones en colaboración con el Instituto Nacional de los Medios Audiovisuales y el Centro Nacional de la Cinematografía. Es a ella quien recoge más documentos a este título y la mayoría de las entradas proviene del depósito legal. Hay que anotar que si la BNF es depositaria de los libros y otros impresos, el depósito legal de las historietas está en el Centro Nacional de la Historieta y de la Imagen (CNBDI) en Angulema.

### Actividades culturales
La BNF tiene una tradición larga de exposiciones centradas sobre sus colecciones, pero a menudo completadas por aportaciones exteriores. Desde la constitución del nuevo establecimiento público, reforzó su actividad de acogida de manifestaciones científicas, tales como coloquios, conferencias, o más raramente proyecciones y conciertos. También es una editorial. Principalmente publica catálogos de sus colecciones, catálogos de exposiciones y documentos inéditos. Algunas de sus producciones aparecen en coedición con editores privados.

### Cooperación con otras bibliotecas francesas
La BNF tiene también en sus misiones la cooperación con otras bibliotecas francesas. Anudó así relaciones privilegiadas con otras bibliotecas destinadas «polos asociados» de la BNF. Estos polos asociados son de dos tipos:
Los polos regionales del depósito legal impresor, en cada región de provincia y exótica, reciben los libros depositados por los impresores.
Los polos de división documental, en total de 47 (25 en Isla de Francia, 22 en las provincias). Se comprometen, con la ayuda de este, en adquirir y conservar colecciones complementarias de las de la BNF, en un campo determinado. A menudo, varias bibliotecas de la misma ciudad forman juntos un polo de división documental.

### Cooperación internacional
La BNF también mantiene relaciones con otras bibliotecas e instituciones en el extranjero. La más conocida es la participación en la «Biblioteca Europea», la biblioteca virtual organizada conjuntamente por varias bibliotecas europeas, esencialmente con otras bibliotecas nacionales. Esta reagrupación dio origen a la iniciativa para una «biblioteca digital europea», un proyecto que asocia a la inmensa mayoría de las bibliotecas nacionales del continente.
La BNF aporta también su apoyo a bibliotecas de otros países, en particular de África francófona y de América del Sur. Participa por último en la IFLA. En el seno de esta federación, la BNF participa en los grupos de trabajo sobre las normas de catalogar y está encargada más especialmente de coordinar el programa PAC Preservación y conservación, dedicado a la conservación y a la salvaguardia de los documentos antiguos o frágiles.

## Organización interna
La biblioteca nacional francesa es administrada por un consejo de administración que comprende a representantes de los ministerios de tutela, miembros que representan el mundo de la búsqueda, de los representantes del personal y de dos representantes de los usuarios
Al consejo de administración le presta asistencia un consejo científico que tiene un papel consultivo.
El presidente de la BNF, nombrado por decreto por tres años, mandato renovable una vez, dirige el establecimiento, tiene asistencia de un director general y por directores generales adjuntos. Actualmente, Laurence Engel es presidente de la BNF. Los servicios de la BNF son repartidos en tres direcciones y cuatro delegaciones.
- La dirección de las colecciones (DCO): trata las colecciones y le asegura los servicios al público. Está dividida en departamentos documentales según la lista de más abajo.
- La dirección de los servicios y de la red (DSR): es encargada por funciones transversales que interesan a todos los departamentos documentales y otras acciones que comprometen toda la biblioteca. Comprende diferentes departamentos:
- La Agencia bibliográfica nacional: establece la bibliografía nacional francesa, enriquece el catálogo y mantiene el vocabulario controlado RAMA (RAMO).
- El departamento de la biblioteca digital: constituye una biblioteca digital a partir de las colecciones de la BNF. Su actividad principal consiste en alimentar a Gallica.
- El departamento de la conservación: asegura la conservación y la restauración de los documentos; es el departamento que administra los servicios técnicos de Bussy-Saint-Georges y de Sablé-sur-Sarthe.
- El departamento de la cooperación: es encargado de relaciones con otras bibliotecas francesas y administra el Catálogo colectivo de Francia.
- El departamento del depósito legal: recibe los impresos procedente de los editores e impresores, los soportes particulares que directamente son recibidos y tratados por los departamentos especializados (así es como el departamento de la música recibe el depósito legal de las particiones, etc.)
- El departamento de la reproducción: es encargado de reproducir los documentos de la biblioteca, o sea para trasladar el contenido sobre un soporte menos frágil, una micro forma o cada vez más a menudo un soporte numérico, o sea para satisfacer la petición de un lector o de un cliente del exterior (estos servicios son rentables).
- El departamento de los sistemas de información: se ocupa del aspecto técnico de los catálogos, de la intranet de la BNF, los puestos públicos y los servicios a distancia.
- La dirección de la administración y del personal (DAP): reagrupa servicios indispensables para el funcionamiento diario del conjunto del establecimiento (recursos humanos, finanzas, medios materiales).

Las delegaciones que directamente dependen del director general son las siguientes:
- Delegación a la estrategia
- Delegación a las relaciones internacionales
- Delegación a la difusión cultural que se ocupa entre otras cosas de todas las manifestaciones culturales(exposiciones, coloquios, lecturas)
- Delegación a la comunicación.

### Sedes y delegaciones
- Sede Richelieu/Louvois
- Sede de Tolbiac (François-Mitterrand)
- Sede de l'Arsenal
- Biblioteca-museo de la ópera

### Sedes fuera de París
- La casa Jean-Vilar en Aviñón
- El centro técnico de Bussy-Saint-Georges
- El centro técnico de Sablé-sur-Sarthe